# Picumnus steindachneri
Picumnus steindachneri là một loài chim trong họ Picidae.
Là loài hữu Peru. Môi trường sống tự nhiên của chúng là vùng núi ẩm nhiệt đới hoặc cận nhiệt đới. Nó bị đe doạ bởi sự phá hủy môi trường sống vì rừng đã được dọn dẹp để làm đường cho đất nông nghiệp, và IUCN đánh giá loài này là một loài nguy cấp.

## Mô tả
Đây là một loài nhỏ tăng trưởng với độ dài từ 8,5 đến 10 cm (3,3 đến 3,9 inch). Nó chủ yếu là màu xám, đen và trắng, các phần trên là màu nâu xám, nâu sẫm và bị cấm với màu trắng hoặc lông cừu, cổ họng trắng và ức màu đen với vết trông như rách nước mắt. Các sườn và phần còn lại của các phần dưới được ngăn chặn bằng màu đen và trắng. Đuôi có màu đen trừ từ lông vũ trung tâm và một thanh gần đầu có màu trắng. Mặt trước của chóp đầu ở chim trống có màu đỏ trong khi ở nữ nó màu đen.

## Phân bố và môi trường sống
Là loài đặc hữu của Peru. Loài này có một phạm vi khá giới hạn, chỉ được biết đến từ thung lũng Huallaga trung tâm và một số phần nhất định của thung lũng Utcubamba ở chân dãy Andes phía đông của Peru. Dãy độ cao của nó là khoảng từ 1.100 đến 2.200 m. Môi trường sống tự nhiên của chúng là rừng ẩm ướt đất thấp nhiệt đới hoặc cận nhiệt đới vùng núi ẩm ướt đất thấp nhiệt đới hoặc cận nhiệt đới vùng núi ẩm nhiệt đới hoặc cận nhiệt đới, trong rừng tăng trưởng thứ sinh, và cây bụi trong các khu vực canh tác.

## Sinh thái
Người ta ít biết đến về thói quen sinh sản của loài này. Chim có thể ăn trong các nhóm gia đình hoặc trong các đàn nhỏ hỗn hợp tìm kiếm thông qua tán, hoặc chúng có thể ăn một mình hoặc theo cặp.

## Trạng thái
P. steindachneri có phạm vi nhỏ và hạn chế. Nói chung là không phổ biến, và tổng số cá thể trưởng thành được ước tính khoảng từ 6.000 đến 15.000 con; Dân số dự đoán sẽ giảm từ 50% trở lên trong ba thế hệ tiếp theo do rừng tự nhiên trong phạm vi được khai thác thông qua khai thác gỗ, để làm đường cho nông nghiệp, trồng cà phê và chăn thả. Liên minh Quốc tế về Bảo tồn Thiên nhiên đã đánh giá tình trạng bảo tồn của mình là đang bị đe doạ. Đây là một loài chim không dễ thấy, và có thể là các quần thể xa hơn, không biết có thể tồn tại ở những khu rừng xa xôi trong khu vực. 